# Педро де Морон
Педро де Морон (на испански: Pedro de Morón) е испански конкистадор-кавалерист, който участва в експедицията на Ернан Кортес (1519 – 1521), завършила с унищожаването на ацтеките.

## Биография
Информацията за живота и личността на Морон е оскъдна и идва главно от хрониката на Бернал Диас дел Кастильо “Истинската история за завоюването на Нова Испания“. В книгата се споменава, че Педро де Морон е родом от населено място, носещо името Ваимо (Vaimo). Изглежда той не е бил просто обикновен войник, защото Диас го споменава на няколко пъти, наравно с имената на Диего де Ордас, Хуан де Ескаланте и др. За него той подчертава също, че е много добър ездач с много добре обучен кон и водач на група от други трима конника.

На 1 и 2 септември 1519 г., Педро де Морон взима дейно участие в голяма битка срещу ацтеките, които наброяват повече от 40 000 войни. За събитията покрай Морон в сражението Бернал разказва:
| “ | …Педро де Морон с добре обучената си кобила и още трима конници, се опита да пробие редиците на врага, но индианците изтръгнаха копието от ръката му и се нахвърлиха яростно върху него с мечовете си и го нарязаха тежко, а след това замахнаха към кобилата му и отрязаха главата и в областта на шията... Ако другите трима негови другари не се бяха притекли бързо да му помогнат, той щеше да сподели съдбата на коня си... | ” |

Въпреки че оцелява по време на конфликта, спасен от другарите си, Педро де Морон получава много тежки наранявания и най-вероятно умира няколко дена след това. Бернал Диас пише, че не е сигурен, но след този сблъсък не го видял повече.